# Placereado
El placereado es una práctica sexual consistente en hacer caricias generalizadas por todo el cuerpo.
El placereado (pleasuring) es muy utilizado en terapia sexual para enriquecer la vida sexual de una pareja. Se trata de acariciar sensualmente, en forma de masajes eróticos por todo el cuerpo a la persona con quién se mantiene la relación sexual. 
La esencia de los placereados es la estimulación del cuerpo en general, en particular de zonas a las que culturalmente no se les otorga importancia erótica o valor sensual y excitante. Así, las caricias generalizadas refuerzan la noción de que el cuerpo humano al completo tiene capacidad para producir placer.

## Formas de placereado
El placereado se puede hacer de diversas formas. La forma de ejecución fundamental suele ser utilizando las manos. Desde la punta de las uñas, los dedos o las palmas, ejerciendo más o menos presión. Este tipo de prácticas pueden combinarse o sustituirse para hacerlo con la boca, el cabello, cualquier otra parte del cuerpo o incluso con objetos: una pluma, hielo, etc.